# Chun-Li
Chun-Li (春麗, Chun Ri) é uma personagem da franquia de jogos eletrônicos de luta Street Fighter, da Capcom. Teve sua primeira aparição em Street Fighter II: The World Warrior, lançado em 1991, e é a primeira personagem feminina que podia ser escolhida pelo jogador a conquistar notoriedade de forma ampla. Chun-Li é uma artista marcial e agente da Interpol que busca vingança pela morte de seu pai, assassinado pelo vilão M. Bison.
Chun-Li se tornou uma das personagens representativas da série e aparece em praticamente todos os jogos seguintes de Street Fighter, em vários outros títulos da Capcom e até em jogos de outras empresas. Além dos videogames, Chun-Li também marca presença em mídias relacionadas à franquia, como dois filmes live-action, diversos animes, histórias em quadrinhos e outros produtos oficiais. A personagem tem sido amplamente elogiada por fãs e críticos devido à sua trajetória, agilidade e estilo de combate, sendo considerada uma pioneira entre as personagens femininas em jogos de luta e uma figura de destaque no universo dos videogames.

## Criação
O design de Chun-Li é primariamente inspirado por Tong Pooh, vilã de Strider (um dos primeiros jogos da Capcom). Seu designer, Akira Nishitani, ao relatar a criação da personagem, disse: "Antes, não havia mulheres em jogos de luta. No caso da Chun-Li, eu queria uma mulher no jogo. Determinei quais seriam suas habilidades de luta. Então, a China surgiu como uma possível pátria." Outro proeminente artista da Capcom que trabalhou na personagem, Akira "Akiman" Yasuda, disse que a inspiração inicial para Chun-Li veio do filme de anime de 1983 Harmagedon: Genma Wars, que tinha uma personagem feminina chinesa chamada Tao. Chun-Li era originalmente conhecida apenas como "Garota Chinesa" pela equipe de desenvolvimento. Ela tinha um ataque de salto-mortal para trás que era popular entre os testadores, mas considerado forte demais, e infelizmente teve que ser cortado do jogo antes do prazo final. O nome dela significa "bela primavera" em chinês, conforme Chūn (春) significa "a estação da primavera" e lì (麗) significa "bela" na língua mandarim. Outras tentativas de nomes antes de decidirem o definitivo incluíram Chung e Chugoku Musume.
Yasuda lembrou que eles tinham apenas cinco semanas para criar Chun-Li no jogo e que ele estava profundamente preocupado com a qualidade do design dela e como ela seria recebida. Chun-Li "usou calças até o final [do desenvolvimento]. Quando fizemos os sprites, achei que ela não estava com a aparência ideal, então troquei por meia-calça." Akiman acrescentou que eles "queriam que Street Fighter II fosse mais divertido do que seu antecessor. Isso também ajuda a explicar como Chun-Li surgiu. Ter uma personagem feminina no jogo muda completamente a dinâmica do jogo, ela ilumina todo o elenco. Precisávamos de um motivo para ela lutar, e então um império maligno [de M. Bison] nos veio à mente." Ele também disse: "Para ser sincero, passei algum tempo me preocupando em colocar Chun-Li, a heroína, em um cenário tão simples. Normalmente não se vê mulheres participando de torneios globais de artes marciais. Só por adicioná-la começamos a levar as coisas para o lado da 'diversão'. Não pensei nisso na época, mas pensando agora, a partir do momento em que colocamos Chun-Li no jogo, já estávamos levando as coisas para o lado do entretenimento completo."
Chun-Li foi criada com um físico excepcionalmente forte por ser a única mulher entre os poderosos personagens masculinos de Street Fighter II. Para superar uma possível noção de desequilíbrio, ela foi concebida como uma personagem que dominava o kenpō chinês e realmente levava seu corpo ao limite para poder competir com um elenco de homens tão grandes e imponentes. O produtor da Capcom, Yoshiki Okamoto, disse que também queria tornar a barra de vida de Chun-Li mais curta do que a dos outros personagens porque "as mulheres não são tão fortes". Nishitani se opôs a ideia até chegarem a um acordo de mantê-la igual aos demais lutadores. Apesar disso, ela foi a personagem mais rápida, porém era facilmente atordoada (cada personagem recebeu peculiaridades específicas de jogabilidade).

## Características da personagem

### Aparência

Street Fighter VI apresenta um novo visual para refletir o amadurecimento da personagem.

Partindo de sua estreia em Street Fighter II e na maioria de suas aparições posteriores, Chun-Li usa um qipao azul, um vestido chinês do início do século XX, aberto nas laterais das pernas e com detalhes dourados, mangas bufantes e uma faixa cós branca na cintura. O qipao também foi pensado como rosa ou amarelo, que acabaram se tornando cores alternativas para a personagem. O restante de seu traje inclui um par de botas de combate brancas e meia-calça marrom. Ela costuma usar o cabelo em dois boques presos com brocados de seda e fitas. Outro elemento icônico de seu estilo são as grandes pulseiras com espinhos. Na sub-série Alpha ela veste um uniforme de ginástica chinês, inspirado no traje amarelo de Bruce Lee, com um pequeno colete por cima e calça tênis esportivos baseados nos produtos Adidas. Anos depois, em Street Fighter VI, suas roupas foram redesenhadas novamente. O tom de azul do qipao é mais claro, além de conter suaves padrões de nuvens, pássaros e água corrente, e Chun-Li veste uma calça legging. Não há mais tecido cobrindo seu cabelo e suas pulseiras não tem mais espinhos. De acordo com Kaname Fujioka, diretor de arte do jogo, o motivo para um novo design foi enfatizar que a personagem está mais velha e experiente, tendo envelhecido de forma elegante.
Chun-Li é particularmente conhecida por suas pernas musculosas, enquanto as representações do resto do seu corpo são mais variáveis. De acordo com a compositora de Street Fighter II, Yoko Shimomura, as coxas grandes de Chun-Li se originaram do fetiche pessoal de Akiman. O produtor Yoshinori Ono ressaltou que foi em Street Fighter III que as pernas de Chun-Li começaram a crescer, dizendo "Quando a colocamos no jogo pela primeira vez, seu sprite era apenas um contorno e suas coxas não eram tão grandes... mas conforme os artistas começaram a colori-la, suas pernas ficaram cada vez mais grossas." Tal processo foi mantido por ter aumentado a expressividade da animação da personagem. Em Street Fighter V ela recebeu um traje de Halloween com as roupas e o cabelo de Morrigan Aensland da franquia Darkstalkers. Em Street Fighter VI ela ganhou as roupas de Yor Forger em uma colaboração com o mangá e anime Spy x Family.

### Jogabilidade
O estilo de luta de Chun-Li é inspirado em múltiplas vertentes do kung fu, com ênfase no tai chi. A base do seu combate são golpes com chutes, mas também executa golpes com as mãos e dispara projéteis de energia. Desde a sua primeira aparição, a personagem se destaca por sua velocidade e por comandos que exigem segurar os botões ao invés de apenas pressioná-los.
Suas duas técnicas mais conhecidas apareceram já em Street Fighter II. O Hyakuretsukyaku (百裂脚, por vezes grafado em inglês como Lightning Kick) consiste em uma sequência extremamente rápida de chutes com a personagem parada e o Spinning Bird Kick é uma série de chutes giratórios em que Chun-Li navega pela tela de cabeça para baixo. Na edição Street Fighter II Turbo, ela recebeu um disparo de ki pelas mãos chamado Kikoken (気功拳, Kikōken). A partir de Street Fighter III: 3rd Strike, a personagem passou a incorporar movimentos com maior destaque para suas habilidades acrobáticas.

## História
Chun-Li ainda criança despertou um interesse por artes marciais assistindo ópera de Pequim e filmes do Bruce Lee, sendo eventualmente treinada por seu pai Dorai, um agente de polícia. Ela desenvolveu seu próprio estilo de luta através do tai chi e incorporando elementos de judô, caratê, capoeira e taekwondo. Quando seu pai desapareceu investigando o organização Shadaloo, ela decidiu seguir o mesmo caminho que ele, se tornando detetive aos dezoito anos e depois investigadora da Interpol.
Em Street Fighter Alpha: Warriors' Dreams (1995), ela tenta prender M. Bison, o líder da Shadaloo, por tráfico de drogas mas é derrotada e descobre que seu pai foi assassinado pelo vilão. A sequência Street Fighter Alpha 2 (1996) expande os eventos do jogo anterior, mostrando que Chun-Li foi treinada por um antigo amigo de Dorai chamado Gen e que foi ele quem a deu uma pista sobre o envolvimento de seu pai com a Shadaloo. Em Street Fighter Alpha 3 ela se junta a Charlie Nash e Guile da Força Aérea dos Estados Unidos para bombardear a base de operações inimiga na Tailândia. Paralelo a isso, Bison é derrotado por Ryu (protagonista da franquia) e Chun-Li finalmente o conhece durante a fuga do local. Nash fica para trás para garantir a explosão e Chun-Li consegue enfim encerrar as atividades do império de seu inimigo.
Nos jogos de Street Fighter II (1991) Chun-Li recebe um convite para participar do próximo torneio mundial de luta e logo descobre que se tratava de uma armadilha de Bison para executar uma revanche em seus oponentes. Ela então se alia a Ryu, Guile e outros lutadores para enfrentarem Bison novamente. O final do seu modo história mostra Chun-Li visitando o túmulo de seu pai e rezando para que sua morte tenha sido vingada. Em Street Fighter IV (2008), Chun-Li se junta a Guile e Cammy para investigar o vandalismo de Juri Han do grupo S.I.N., descobrindo que se tratava da divisão de armas da Shadaloo. Ao longo da missão ela colide contra a agente Crimson Viper da CIA conduzindo sua própria espionagem e também ajuda o amnésico Abel a buscar lembranças de seu passado. Chun-Li consegue vencer Juri no final do jogo mas é incapaz de prendê-la. Ela ainda reencontra e recebe auxílio de seu mestre Gen para escapar quando a base da S.I.N. entra em colapso.
Street Fighter V (2016) mostra Chun-Li, Guile e Cammy caçando Bison enquanto ele trama um último plano para expandir seus poderes. Eles descobrem que Nash sobreviveu mas agora age sozinho e depois se reúnem com outros guerreiros para atacar a Shadaloo. Chun-Li deixa a luta contra Bison de lado para defender uma garotinha chamada Li-Fen, uma talentosa hacker sequestrada, quando ela é ameaçada por F.A.N.G e em seguida foge com a menina, decidindo ser sua nova guardiã. Alguns anos mais tarde, no acontecimentos de Street Fighter III: 3rd Strike (1999), Chun-Li está aposentada e ensinando artes marciais para órfãos. Ela volta a ativa quando Li-Fen é raptada pelos Illuminati e enfrenta o vice-presidente do grupo Urien para salvá-la. No período de Street Fighter VI, Chun-Li expandiu suas aulas para todo o distrito de Hong Hu Lu Chinatown em Metro City. Ela é uma das mestras que o avatar do jogador pode encontrar para aprender estilos de luta.

## Outras aparições

### Videogame
Chun-Li é uma personagem muito famosa e utilizada pela própria Capcom em inúmeros títulos de suas outras franquias. Ela está nos três títulos da subsérie Street Fighter EX, parceria entre a Capcom e a Arika que utiliza gráficos 3D, e aparece nos jogos de luta Capcom Fighting Evolution,  e Super Gem Fighter Mini Mix, bem como no jogo de quebra-cabeça Super Puzzle Fighter II Turbo. A duologia Super Fighter apresenta seus personagens desenhados em estilo super deformed.
Foi planejado que ela apareceria como um robô gigante em Cyberbots: Full Metal Madness porém a ideia foi descartada. Chun-Li é um chefe em Street Fighter x Mega Man. e faz participações especiais em Mega Man 9, Asura's Wrath, Breath of Fire, Final Fight 2, e We Love Golf!. Além disso, seus trajes podem ser usados por personagens em Breath of Fire 6, Dead Rising 3 (uma DLC para Frank West), Monster Hunter: World, Monster Hunter Explore, Onimusha: Dawn of Dreams (roupa alternativa para Ohatsu), bem como em Gunsliger Stratos 2 da Square Enix (fantasia para Mika Katagiri), Overwatch 2 da Blizzard Entertainment (roupa para Juno) e em LittleBigPlanet da Sony via conteúdo para download através do Kit Street Fighter. Em 2021, Ryu e Chun-Li foram adicionados ao jogo battle-royale Fortnite.
Ela também representa a Capcom em jogos crossovers com outras séries, tais como X-Men vs. Street Fighter, Marvel vs. Capcom, Namco x Capcom, Tatsunoko vs. Capcom: Ultimate All-Stars, Street Fighter X Tekken, SNK vs. Capcom: The Match of the Millennium e nos RPGs táticos Project X Zone e a sequência Project X Zone 2. Ela apareceria no cancelado Tekken x Street Fighter. Em Marvel vs. Capcom: Clash of Super Heroes existe uma versão alternativa de Chun-Li chamada Shadow Lady, vinda de um cenário onde Chun-Li foi capturada por Bison e modificada até se tornar um ciborgue. O jogo de luta em plataformas Brawlhalla recebeu Chun-Li como personagem jogável em uma colaboração com Street Fighter. Ela é uma personagem convidada em Power Rangers: Battle for the Grid com o nome de Blue Phoenix Ranger e vestindo um uniforme temático, e marcará presença em Fatal Fury: City of the Wolves no primeiro passe de temporada do jogo. Ela fez participações especiais em vários jogos para celular, incluindo Granblue Fantasy, Power Rangers: Legacy Wars, and Valkyrie Connect. Chun-Li ainda é tema para máquinas de pachinko japonesas que narram histórias originais e com direito a cutscenes.

### Live action
A primeira adaptação live action de Street Fighter ocorreu em 1994; Street Fighter - A Última Batalha mostra uma versão da personagem, interpretada por Ming-Na Wen, chamada Chun-Li Zang e que é repórter enquanto procura por M. Bison para vingar a morte de seu pai. No filme ela tem uma equipe com E. Honda e Balrog e chega a lutar contra Bison, mas o vilão escapa. Ming-Na reprisou tanto a voz quanto a aparência da personagem no jogo Street Fighter: The Movie que é baseado no filme e utiliza imagem digital rastreada dos atores para criar os lutadores.
Ela é protagonista e titular do filme Street Fighter: The Legend of Chun-Li (A Lenda de Chun-Li), de 2009, onde foi interpretada por Kristin Kreuk. Seu sobrenome foi alterado para "Xiang", além de ser uma pianista que virou lutadora. Seu pai, Huang Xiang, era um empresário que Bison sequestra e força a trabalhar para ele. Embora retratada como sino-americana, seu objetivo de vingar o pai permaneceu inalterado, e ela consegue matar Bison com a ajuda de seu mentor Gen e amigo Charlie Nash. O longa metragem foi lançado nos cinemas japoneses como uma sessão dupla com um curta de anime produzido pelo Studio 4°C, estrelado por Sakura Kasugano, também personagem de Street Fighter, e exibido após o filme.
Chun-Li apareceria na continuação da websérie Street Fighter: Punho Assassino, intitulada World Warrior, mas o projeto foi descartado. Gemma Nguyen interpreta Chun-Li no crossover oficial entre os Power Rangers e Street Fighter, intitulado Power Rangers: Legacy Wars—Street Fighter Showdown. No curta, Chun-Li e Ryu, transformado em Ryu Ranger, se unem a Tommy Oliver, Ninjor e Gia Moran para lutar contra M. Bison e seus Power Rangers malignos. Nguyen reprisou seu papel no filme de fã Street Fighter: Enter the Dragon, intervindo na luta entre Fei Long e Balrog perto do final.  Chun-Li é uma das diversas personagens que fazem cameo no filme Jogador Nº1.
A atriz Callina Liang foi escalada para interpretar Chun-Li no futuro filme de Street Fighter produzido pela Legendary Pictures.

### Animações
No filme de 1994 Street Fighter II: O Filme, Chun-Li é uma das personagens centrais. Ela está procurando Bison após as mortes de muitos diplomatas ao redor do mundo e requisita um trabalho conjunto com Guile das Forças Aéreas; ele inicialmente é contra mas logo os dois se tornam companheiros próximos. Chun-Li é atacada por Vega, um assassino da Shadaloo, dentro de seu apartamento e o derrota ao chutá-lo através da parede fazendo-o cair do prédio. A luta é brutal a ponto de deixá-la hospitalizada, mas ela resiste e sobrevive apesar de se fingir de morta para pregar uma peça em Guile. Esse filme tem uma famosa cena de fan service onde Chun-Li é mostrada tomando banho, pouco antes de sua luta. A cena foi censurada de diferentes formas em vários países, tanto o banho quanto o combate contra Vega. Chun-Li foi dublada por Miki Fujitani na versão original japonesa e por Fátima Noya na versão brasileira.
O sucesso do filme gerou um derivado, a série animada Street Fighter II Victory. Chun-Li aqui é mostrada como uma adolescente e guia de Ryu e Ken enquanto eles viajam o mundo buscando oponentes fortes. Ela os acompanha pela Ásia e Europa, raramente lutando a menos que seja provocada. Ela e Ryu são capturados por Bison nos episódios finais e sofrem uma lavagem cerebral para se tornarem seus lacaios. Chun-Li é manipulada para enfrentar Guile até que o vilão é derrotado e ela retorna ao normal. Ela é dublada por Chisa Yokoyama na versão original japonesa e por Tânia Gaidarji na versão brasileira.
Street Fighter Alpha: The Animation, um especial em OVA de duas partes, coloca Chun-Li em um papel secundário enquanto ela investiga o cientista Sadler da Shadaloo e auxilia Ryu a desvendar a verdade por trás de um garoto que diz ser seu irmão. Já em Street Fighter IV: The Ties That Bind, uma prequela do jogo, ela e Guile estão procurando por lutadores desaparecidos até que o grupo S.I.N. se revela. Ela então ajuda no resgate de Eliza Masters, a esposa de Ken.
Chun-Li é uma personagem regular no desenho estadunidense Street Fighter - The Animated Series, que segue a linha do filme norte-americano e logo tem Guile como personagem principal. No especial de Halloween da sexta temporada de American Dad!, a personagem Akiko se fantasia de Chun-Li. Ela também tem participações especiais nos filmes da Disney Detona Ralph e WiFi Ralph.

### Quadrinhos e mangás
Chun-Li aparece com uma narrativa similar aos jogos no mangá Street Fighter II (1990) de Masaomi Kanzaki. Aqui foi Vega quem matou seu pai e ela o derrota durante um torneio organizado pela Shadaloo. Na versão em mangá de Street Fighter Alpha ela é amiga de Ryu, Ken e Birdie. Quando o grupo eventualmente colide contra a Shadaloo, Chun-Li enfrenta o samurai Sodom, de Final Fight, para proteger Cammy. No derivado Street Fighter: Sakura Ganbaru!, Chun-Li participa de uma operação policial em um círculo de luta clandestino, salvando Sakura de traficantes de pessoas que operavam no local.
Nos quadrinhos da editora norte americana Malibu Comics, que duraram três edições, Chun-Li é par romântico de Ryu e o conhece desde a adolescência. Já nas HQs da canadense UDON, Chun-Li se mantém como uma investigadora internacional mas a responsável pela morte de seu pai foi Cammy. Chun-Li chega a vencê-la em combate mas a perdoa, já que Cammy era controlada, e volta seu foco para Bison. Em 2008 a UDON lançou uma minissérie de quatro edições, Street Fighter Legends: Chun-Li, que foca na personagem quando mais jovem e em uma de suas primeiras missões para a polícia de Hong Kong. Além disso, ela e muitos personagens de Street Fighter aparecem no evento Worlds Unite do quadrinho Sonic Universe publicado pela Archie Comics. O evento foi uma colaboração entre a Capcom e a Sega.

## Recepção
Chun-Li é frequentemente citada como a primeira mulher jogável em jogos de luta, ainda que antes dela tenha vindo a Typhoon Gal, do arcade Onna Sanshirou: Typhoon Gal (1985, Taito) mas este era apenas jogador contra máquina. Chamada de "primeira dama dos jogos de luta", ela foi aclamada pela crítica e pelo público. De acordo com o Museu Smithsoniano de Arte Americana, Chun-li "era uma anomalia" devido ao fato de ser uma personagem feminina forte em um ambiente de arcade, acrescentando que ela era "desenhada de forma atraente, assim como Ken e Ryu, mas de forma alguma ela era uma personagem diminuída por ser mulher". A revista GamePro a considera a personagem mais icônica de Street Fighter II e a chamou de "a lutadora feminina favorita de todos". Enquanto isso, a criação de Street Fighter II: Champion Edition foi inspirada pelo funcionário da Capcom, Jeff Walker, que testemunhou uma discussão entre duas garotas sobre qual delas jogaria como Chun-Li. Walker sugeriu fazer uma versão que permitisse que ambos os jogadores jogassem com o mesmo personagem. Em resposta aos fãs decepcionados com a ausência de Chun-Li em Street Fighter III, a Capcom a adicionou à versão 3rd Strike do jogo, se tornando a única personagem veterana que retornou junto de Ryu, Ken e Akuma. Tal retorno foi muito elogiado e visto como a melhor adição à sub-série, com ela se mantendo entre as dez personagens mais utilizadas pelos jogadores. Sua popularidade se manteve em jogos futuros; uma pesquisa realizada através de mais de 4000 partidas online de Super Street Fighter IV mostrou Chun-Li como a sétima personagem mais jogada. No final do tempo de suporte de Street Fighter V ela era a décima primeira mais selecionada. Além de bem utilizada, ela também é considerada uma das lutadores mais fortes em vários dos jogos.
Uma enquete de popularidade realizada pela Capcom em 2017 com mais de 150.000 votantes mundiais mostrou Chun-Li em sexto lugar dentre todos os personagens de Street Fighter. Em sua lista de melhores personagens da franquia, o portal de videogames IGN a colocou em terceiro lugar, afirmando que ela é de longe a personagem feminina mais popular dos jogos de luta. Uma outra lista, da produtora canadense WatchMojo, a colocou em segundo lugar. Já para o webjornal GameDaily ela é a segunda melhor personagem já criada pela Capcom, combinando "graciosidade e ataques incríveis". Em seu livro 100 Greatest Video Game Characters (em tradução livre, Os 100 Maiores Personagens de Video Game), o professor Bryan J. Carr da Universidade de Wisconsin–Madison cita Chun-Li como um ponto fundamental na representação estética e lúdica das mulheres nos videogames, apontando que muitas personagens femininas posteriores compartilhavam características dela. De modo semelhante, Chun-Li também é citada dentre os 50 Melhores Personagens de Video Game do site de entretenimento GamesRadar+, onde afirmam que "é quase impossível imaginar o cenário competitivo sem ela".
Um aspecto muito discutido a respeito da personagem é seu apelo sexual. Chun-Li é considerada uma das primeiras mulheres de jogo eletrônico a atingir o status de símbolo sexual, precedendo até a fama de Lara Croft. Suas pernas e coxas são frequentemente descritas como "exageradas" e fonte de sexualização em cima da personagem ainda que ela seja reconhecida como uma excelente lutadora. No livro Female Action Heroes (em tradução livre, Heroínas de Ação) a autora Gladys L. Knight a descreveu como uma combinação de "poder brutal, feminilidade e apelo sexual", e enfatizou que, embora a personagem fosse conhecida por suas coxas salientes, ela também apresentava seios grandes e cintura fina, coisas que ela considerava marcas registradas de personagens femininas voltadas para atrair fantasias masculinas. Ao mesmo tempo, Knight ressalta que Chun-Li transgrediu "o padrão da típica mulher de ação dos anos 1980" chegando a refletir elementos da terceira onda do feminismo ao combinar feminilidade e resistência masculina, usando a ênfase em ser sexualmente atraente como fonte de força. Chun-Li ainda é o foco de muita pornografia feita por fãs, tendo sido a personagem mais pesquisada no site Pornhub em 2023, especificamente a sua versão disponibilizada em Fortnite. No mesmo ano, um torneio europeu de Street Fighter VI foi interrompindo após o computador do anfitrião que hospedava a transmissão na Twitch ter esquecido de desligar um mod que deixava Chun-Li completamente nua durante a luta.

### Impacto Cultural

O astro de Hong Kong Jackie Chan veste as roupas de Chun-Li no filme de ação e comédia City Hunter quando seu personagem começa a alucinar após ser eletrocutado.

Chun-Li é uma das personagens femininas mais influentes já criadas na história dos videogames, citada como um ícone pop que desafiou estereótipos de época e é constantemente creditada como uma das razões pelas quais figuras da donzela em perigo começaram a sumir enquanto heroínas ganharam mais espaço. Sua influência é sentida especialmente em jogos de luta e beat 'em up, onde outras mulheres, especialmente asiáticas, surgiram logo após sua estreia, tais como Leifang de Dead or Alive, Ling Xiaoyu de Tekken e Pai Chan de Virtua Fighter. Ao longo dos anos a indústria criou uma rivalidade entre ela e Mai Shiranui de Fatal Fury por serem as duas figuras femininas mais proeminentes no cenário de luta. Capcom e SNK, a empresa por trás de Fatal Fury, também já provocaram tal rivalidade em artes oficiais do jogo SVC Chaos: SNK vs. Capcom.
A personagem é tema recorrente para cosplay em eventos ou nas redes sociais, e já foi fantasia para modelos, fisiculturistas e bodybuilders, lutadores de artes marciais, grupos de idols, cantores e outros. A atriz e apresentadora Olivia Munn já posou como Chun-Li, assim como a cantora pop Maki Miyamae para apresentar a música oficial da personagem na televisão. Houve vários concursos de sósias de Chun-Li no Japão, Estados Unidos e outros lugares no início da década de 1990, com prêmios principais valiosos, como os carros Nissan 300ZX ou o Honda CR-X. Mais tarde, tais competições foram realizadas em uma escala muito menor. A personagem foi usada para promover o filme Jogador Nº 1 no Japão. Seu design é bastante utilizado como inspiração em colaborações da Capcom com marcas de calçados, tais como a Nike, Reebok e a brasileira Öus. O 30.º aniversário de Street Fighter contou com uma ação entre a Capcom e prefeitura de Saga no Japão, estrelando cantora e atriz Kayo Noro, antiga membra do grupo AKB48, vestida de Chun-Li.
A personagem também foi homenageada em filmes, como por Jackie Chan no filme de 1993 City Hunter, onde o personagem de Chan é brevemente transformado em Chun-Li, espelhando seu design em Street Fighter II. O filme de 1992 de Hong Kong Super Cop, estrelado por Cynthia Khan, por outro lado fez referência a ela diretamente ao ter a personagem principal chamada Chun-Li, enquanto também utilizava vários de seus ataques, como o Spinning Bird Kick. No meio musical, a rapper norte-americana Nicki Minaj compôs "Chun-Li" como o primeiro single do seu álbum Queen. Além disso, o clipe da canção mostra a artista vestindo trajes baseados na personagem. Por sua vez, o rapper haitiano Wyclef Jean cita o nome de Chun-Li em sua canção "Guantanamera". A banda britânica de rock Arctic Monkeys lançou uma música instrumental nunca colocada em algum álbum ou EP chamada "Chun Li Flying Bird Kick".